# Metapsychologia
Metapsychologia to termin wprowadzony przez Zygmunta Freuda dla określenia teoretycznego ujęcia procesów psychicznych, wykraczającego poza bezpośrednie obserwacje i doświadczenia kliniczne. Celem metapsychologii jest opisanie funkcjonowania psychiki przy użyciu pojęć teoretycznych, które umożliwiają pełniejsze zrozumienie nieświadomych mechanizmów kierujących ludzkim zachowaniem
Freud używał tego pojęcia do opisu psychiki z trzech perspektyw:
- ekonomicznej – badającej rozkład i przemieszczenia energii psychicznej (popędowej);
- dynamicznej – uwzględniającej konflikty pomiędzy siłami psychicznymi (np. pomiędzy id, ego i superego);
- topicznej (lub strukturalnej) – dotyczącej rozmieszczenia procesów psychicznych w przestrzeni psychicznej (np. w ramach modeli: topograficznego i strukturalnego)[2].

Metapsychologia była dla Freuda próbą stworzenia spójnego modelu wyjaśniającego nie tylko objawy psychiczne, ale i ogólne mechanizmy funkcjonowania psychiki. Termin ten pojawił się już w jego pismach z początku XX wieku, a w 1915 roku powstała seria tekstów znana jako *teksty metapsychologiczne* (niem. *Metapsychologische Schriften*), do których należą m.in. „Popędy i ich losy”, „Tłumienie” czy „Nieświadomość”.
Freud podkreślał, że metapsychologia nie stanowi nauki empirycznej, lecz spekulatywne ujęcie nieobserwowalnych bezpośrednio zjawisk psychicznych. Jej celem było zbudowanie „modelu pracy” dla psychiki, pozwalającego na konstruowanie hipotez klinicznych i rozumienie głębokich mechanizmów chorób psychicznych.